# 엑스트라기어
엑스트라기어(Extragear)는 KDE 프로젝트와 관련된 애플리케이션 제품군이다. 여러 가지 이유로 이 제품군들은 KDE 배포판에 포함되어 있지 않지만, 프로젝트의 일부이다. 이것이 번역자나 문서 저자에 대해 애플리케이션의 인지도를 높이고 있다.
애플리케이션이 KDE 모듈 안에 없는 이유는 여러 가지로 생각할 수 있다. 예를 들면,
- 기능의 증복
- 매우 특수한 경우 (KSMSSend와 같이)

그러나 주된 이유는 엑스트라기어에 포함되는 애플리케이션이 주 KDE 패키지와는 독립하여 배포되는 것이다. 이에 따라 유지하는 사람(maintainer)은 독자적인 개발 일정 하에 개발하고 있다.

## 애플리케이션 목록
현재 KDE 엑스트라기어에 포함되는 애플리케이션의 부분적인 목록이다.
- 아마록, 오디오 플레이어
- 디지캠, 디지털 사진 관리
- 파일라이트, 디스크 공간 그래픽 표현 프로그램
- Gwenview, 이미지 뷰어
- K3b, CD/DVD 굽는 프로그램
- Kaffeine, DVB/멀티미디어 플레이어
- KPhotoAlbum, KDE 사진 앨범
- Kile, LaTeX 편집기
- KMLDonkey,  MLDonkey의 프론트엔드 (강력한 P2P 파일 공유 프로그램)
- Konversation, IRC 클라이언트
- KTorrent, 비트토렌트 클라이언트
- Yakuake, 드롭다운 콘솔 에뮬레이터
- KColorEdit, 색상표 편집기
- KMPlayer, 동영상 프로그램
- KFTPGrabber, FTP 클라이언트
- KPlayer, 멀티미디어 플레이어
- KIconEdit, 아이콘 편집기